# Liste der Herren und Herzöge von Bourbon
In der Liste der Herren und Herzöge von Bourbon sind die Inhaber der Herrschaft über das mittelalterliche französische Feudalterritorium des Bourbonnais aufgeführt.

## Die Herren von Bourbon

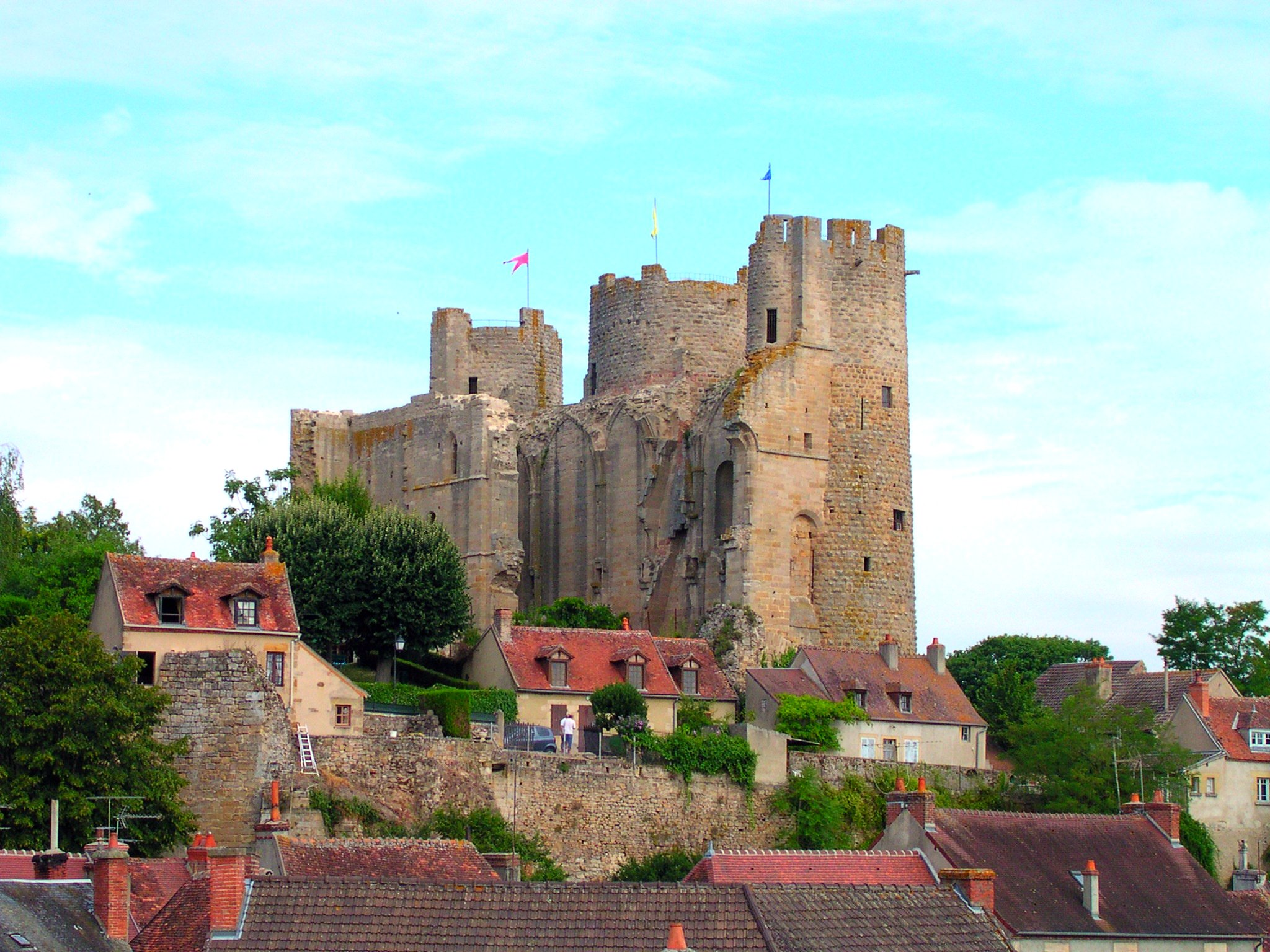
Burg Bourbon-l’Archambault

Während des Mittelalters gehörte die Region der späteren Bourbonnais dem Gebiet der Grafschaft Bourges an. Allerdings gelang es den Burgherren von Bourbon (heute Bourbon-l'Archambault) sich im Verlauf des 11. Jahrhunderts aus der Oberhoheit der Grafen und Vizegrafen von Bourges zu lösen und ihrerseits eine selbstständige Herrschaft zu begründen, die sie auf ihr Umland ausweiteten und so seinen Namen gaben. Erst um das Jahr 1108 musste sich der Sire Aymon II. Vaire-Vache dem König Ludwig VI. dem Dicken unterwerfen. Zur Mitte des 13. Jahrhunderts kam das Bourbonnais unter den Einfluss des Herzogs von Burgund, aber durch eine weibliche Erbfolge gelangte das Gebiet in den Besitz des kapetingischen Prinzen Robert, dem jüngsten Sohn König Ludwigs IX. des Heiligen.
| Name                                      | Regierungszeit                                       | Verwandtschaft                           | Anmerkungen                                     |
| ----------------------------------------- | ---------------------------------------------------- | ---------------------------------------- | ----------------------------------------------- |
| Das erste Haus von Bourbon                |                                                      |                                          |                                                 |
| Adémar (Aymar)                            | 916/917 als comes bezeugt, † vor 944/45              |                                          | gründete Souvigny                               |
| Aymon I.                                  | 950/954 bezeugt als dominus Burbonis                 | Sohn des Vorgängers                      |                                                 |
| Archambault I. le Franc                   | 944/45-995 bezeugt als comes et dominus Burbonis     | Sohn des Vorgängers                      |                                                 |
| Archambault II. le Vieux                  | 1012- 1024/25 bezeugt, † 1031/33                     | Sohn des Vorgängers                      |                                                 |
| Archambault III. le Jeune                 | 1077 princeps, † 16. Juli 1078                       | Sohn des Vorgängers                      | erbaute die Burg von Montluçon                  |
| Archambault IV. le Fort                   | 1079–1085 princeps Borbonensis, † 22. September 1095 | Sohn des Vorgängers                      |                                                 |
| Archambault V. le Pieux                   | 1074/95 bezeugt, † vor 1096                          | Sohn des Vorgängers                      |                                                 |
| Archambault VI. le Pupille                | nach 1096 bezeugt                                    | Sohn des Vorgängers                      |                                                 |
| Aymon II. Vaire-Vache                     | 1097 bezeugt, † 27. März 1120                        | Onkel des Vorgängers                     |                                                 |
| Archambault VII.                          | wohl 1095/97, † vor 1173                             | Sohn des Vorgängers                      | sein Sohn Archambault (VIII.) starb 1169        |
| Die Häuser Dampierre und Burgund          |                                                      |                                          |                                                 |
| Mathilde I. & Guido II. von Dampierre     | 1171–1228                                            | Tochter und Schwiegersohn des Vorgängers | Übergang an das Haus Dampierre                  |
| Archambault VIII. der Große               | 1228–1242                                            | Sohn seiner Vorgänger                    |                                                 |
| Archambault IX.                           | 1242–1249                                            | Sohn des Vorgängers                      |                                                 |
| Mathilde II. & Odo von Burgund            | 1249–1262                                            | Tochter des Vorgängers                   | ab 1257 Gräfin von Nevers, Auxerre und Tonnerre |
| Agnes & Johann von Burgund                | 1262–1288                                            | Schwester und Schwager der Vorgängerin   |                                                 |
| Kapetinger                                |                                                      |                                          |                                                 |
| Beatrix von Burgund & Robert von Clermont | 1288–1310                                            | Tochter und Schwiegersohn der Vorgänger  |                                                 |
| Ludwig I. der Hinkende                    | 1310–1327                                            | Sohn seiner Vorgänger                    |                                                 |

## Das Herzogtum Bourbon und die Bourbonen
Prinz Robert, der über die Grafschaft Clermont als Eigenbesitz verfügte, und seine Frau Beatrix von Burgund-Bourbon sind die Stammeltern der kapetingischen Dynastie der Bourbonen. Zu diesem Namen gelangte die Familie allerdings erst unter ihrem gemeinsamen Sohn, Ludwig dem Hinkenden. Der tauschte im Jahr 1327 bei König Karl IV. dem Schönen die Grafschaft Clermont gegen die Grafschaft La Marche ein. Dabei wurde zusätzlich die Herrschaft Bourbon zu einem Herzogtum erhoben und mit der Würde einer Pairie ausgestattet. In der Folge nannten sich die Nachkommen Ludwigs in männlicher Linie de Bourbon (von Bourbon). Über die zwei Söhne Herzog Ludwigs I. zweigten sich eine ältere und eine jüngere Linie der Familie ab. Während die älteren Bourbonen im Besitz des Herzogtums Bourbon verblieben, übernahmen die jüngeren die Grafschaft La Marche. Die ältere Linie starb 1527 im Mannesstamm aus, die späteren Könige Frankreichs aus dem Hause Bourbon entsprangen der jüngeren Linie.
Unter den Herzögen von Bourbon avancierte Moulins zur neuen Hauptresidenz des Bourbonnais.
| Name | Regierungszeit | Verwandtschaft                                                         | Anmerkungen |
| --- | -------------- | ---------------------------------------------------------------------- | --- |
| Haus Bourbon |                |                                                                        | |
| Ludwig I. der Hinkende | 1327–1342      |                                                                        | |
| Peter I. | 1342–1356      | Sohn des Vorgängers                                                    | |
| Ludwig II. der Gute | 1356–1410      | Sohn des Vorgängers                                                    | |
| Johann I. | 1410–1434      | Sohn des Vorgängers                                                    | |
| Karl I. | 1434–1456      | Sohn des Vorgängers                                                    | |
| Johann II. der Gute | 1456–1488      | Sohn des Vorgängers                                                    | Connétable von Frankreich                                                                                            |
| Karl II. | 1488           | Bruder des Vorgängers                                                  | Kardinal und Erzbischof von Lyon                                                                                     |
| Peter II. von Beaujeu | 1488–1503      | Bruder des Vorgängers                                                  | |
| Suzanne | 1503–1521      | Tochter des Vorgängers                                                 | |
| Karl III. | 1505–1523      | Urenkel Herzog Johanns I. von Bourbon und Ehemann der Herzogin Suzanne | Connétable von Frankreich Herzog von Bourbon im Recht seiner Frau mit ihm endete 1527 die ältere Linie der Bourbonen |
| Nach dem Tod der Herzogin Suzanne begann zwischen deren Witwer und der Mutter des Königs Franz I. ein Streit um das Erbe der verstorbenen Herzogin. Luise von Savoyen stand als Cousine ersten Grades in einem näheren verwandtschaftlichen Verhältnis zu Suzanne, während der Connétable de Bourbon lediglich im zweiten Grad mit seiner Frau verwandt war. Im Jahr 1523 beendete König Franz I. den Streit, indem er Bourbon als erledigtes Lehen einzog und daraufhin an seine Mutter weiterverlieh. |                |                                                                        | |
| Luise von Savoyen | 1523–1531      | Enkelin Herzog Karls I. von Bourbon                                    | |
| Vereinigung Bourbons mit der Krondomäne. |                |                                                                        | |

## Duc de Bourbon
Mit dem Einzug des Herzogtums an die Krone wurde der Status des Bourbonnais als ein autonomes Fürstentum in Frankreich beendet. Die herzogliche Verwaltung wurde abgeschafft und durch ein königliches Gouvernement ersetzt. Dieses wiederum wurde 1587 der Généralité von Moulins unterstellt, welches auch das Nivernais und die Marche umfasste. Der Titel eines Herzogs von Bourbon (duc de Bourbon) blieb in der Dynastie Valois allerdings weiter in Gebrauch, verbunden mit der Pairswürde und der Nutzung der Einkünfte aus der Stadt Moulins.
| Name              |           | Verwandtschaft              | Anmerkungen                                                                          |
| ----------------- | --------- | --------------------------- | ------------------------------------------------------------------------------------ |
| Charles d'Orléans | 1544–1545 | Sohn von König Franz I.     |                                                                                      |
| Henri d'Anjou     | 1566–1574 | Sohn von König Heinrich II. | führte auch den Titel duc de Moulins ab 1574 als Heinrich III., König von Frankreich |

1661 stattete König Ludwig XIII. seinen Cousin, den „großen Fürsten Condé“, mit dem Herzogstitel aus, der unter dessen Nachkommen erblich blieb. Damit kehrte dieser Titel auch an das Haus Bourbon zurück, da die Fürsten von Condé ebenso wie ihre königlichen Vettern als Angehörige der jüngeren Bourbonen-Linie direkte Nachkommen des Herzogs Ludwig I. von Bourbon waren.
| Name |           | Verwandtschaft      | Anmerkungen |
| --- | --------- | ------------------- | ----------- |
| Haus Bourbon-Condé |           |                     |             |
| Louis le Grand de Condé | 1661–1686 |                     |             |
| Henri Jules de Condé | 1686–1709 | Sohn des Vorgängers |             |
| Louis de Condé | 1709–1710 | Sohn des Vorgängers |             |
| Louis Henri de Condé | 1710–1740 | Sohn des Vorgängers |             |
| Louis Joseph de Condé | 1740–1818 | Sohn des Vorgängers |             |
| Louis Henri Joseph de Condé | 1818–1830 | Sohn des Vorgängers |             |
| Mit dem Tod von Louis Henri Joseph de Condé starb die Linie von Bourbon-Condé aus, sein Sohn wurde zuvor schon 1804 von Napoleon Bonaparte exekutiert. Damit erlosch auch der Titel eines Herzogs von Bourbon. |           |                     |             |

- weitere Verwendung des Titels:

Der Titel Duc de Bourbon wird heute als Höflichkeitstitel von den französischen Thronprätendenten aus dem Haus Bourbon-Anjou beansprucht.
- 1950 erhielt Alphonse Jacques de Bourbon (Alfons III., † 1989) von seinem Vater diesen Titel verliehen
- 1975 erhielt François Alphonse de Bourbon († 1984), Sohn des Vorgängers, diesen Titel
- 1984 übernahm Louis Alphonse de Bourbon (Ludwig XX.) von seinem verstorbenen Bruder den Titel